# NAC 브레다
NAC 브레다(NOAD ADVENDO Combinatie Breda)는 네덜란드의 축구 클럽이다. 연고지는 브레다이며, 1912년 9월 12일에 NOAD와 ADVENDO 두 클럽의 통합으로 창단되었다. NAC의 클럽 공식 명칭은 Nooit opgeven altijd doorzetten Aangenaam door vermaak en nuttig door ontspanning Combinatie Breda으로 아마 세계에서 가장 긴 이름일 것이다.
1921년에 NAC는 네덜란드 리그 우승을 하였고, 1973년에는 KNVB 컵 우승컵을 들어올렸다.
1996년에 NAC는 예전의 홈구장을 떠나서 16,400명 규모의 전좌석 경기장으로 옮겼다. 경기장의 현재 명칭은 랏 페를레흐 스타디온인데 이전 이름은 후지필름 경기장이었다.
2003년에 NAC는 NAC 브레다로 클럽명을 변경하였다. 이는 경영문제로 인한 재정적인 문제가 발생하였기 때문이었다. 브레다 시 측에서는 NAC의 홈구장을 구입하여 이 상황을 타개하였고, NAC는 이러한 호의와 감사의 뜻으로 클럽명에 "브레다"를 넣게 되었다.

## 역대 우승기록
- 네덜란드 리그

우승 (1): 1920-21
- 네덜란드 리그 준우승

우승 (4): 1924-25, 1926-27, 1954-55, 1955-56
- KNVB 컵

우승 (1): 1973
- KNVB 컵 준우승

우승 (3): 1961, 1967, 1974

## 유럽 대회성적
| 시즌    | 대회            | 라운드 | 국가     | 클럽                 | 점수     |
| ------- | --------------- | ------ | -------- | -------------------- | -------- |
| 1967-68 | UEFA 컵위너스컵 | 1회전  | 몰타     | 플로리아나 FC        | 2-1, 1-0 |
|         |                 | 2회전  | 웨일스   | 카디프 시티 FC       | 1-1, 1-4 |
| 1973-74 | UEFA 컵위너스컵 | 1회전  | 동독     | 1. FC 마그데부르크   | 0-0, 0-2 |
| 2002-03 | UEFA 인터토토컵 | 3회전  | 프랑스   | 트루아 AC            | 1-1, 0-0 |
| 2003-04 | UEFA컵          | 1회전  | 잉글랜드 | 뉴캐슬 유나이티드 FC | 0-5, 0-1 |
| 2008-09 | UEFA 인터토토컵 | 3회전  | 노르웨이 | 로센보르그 BK        | 1-0, 0-2 |

## 선수 명단

### 현역
참고: FIFA 자격 규정에 따라 소속된 국가대표팀 국기를 표시합니다. 선수는 복수의 FIFA 비회원국 국적을 가지고 있을 수 있습니다.
| 번호 | 포지션 | 국적     | 이름              |
| ---- | ------ | -------- | ----------------- |
| 9    | FW     |          | 카츠페르 코스톨츠 |
| 19   | FW     | 포르투갈 | 사나 페르난데스   |
| 44   | DF     |          | 막심 부시         |

| 번호 | 포지션 | 국적       | 이름        |
| ---- | ------ | ---------- | ----------- |
| 77   | FW     | 슬로바키아 | 레오 사우어 |